# Machaonia pringlei
Machaonia pringlei är en måreväxtart som beskrevs av Asa Gray. Machaonia pringlei ingår i släktet Machaonia och familjen måreväxter. Inga underarter finns listade i Catalogue of Life.